# Яковлівська сільська рада (Харківський район)
Я́ковлівська сільська́ ра́да — адміністративно-територіальна одиниця та орган місцевого самоврядування в Харківському районі Харківської області. Адміністративний центр — село Яковлівка.

## Загальні відомості
Яковлівська сільська рада утворена в 1920 році.
- Територія ради: 34,84 км²
- Населення ради: 1 310 осіб (станом на 2001 рік)

## Населені пункти
Сільській раді підпорядковані населені пункти:
- с. Яковлівка
- с. Олександрівка
- с. Ржавець

## Склад ради
Рада складається з 18 депутатів та голови.
- Голова ради: Валентин Миколайович Коваль

### Керівний склад попередніх скликань
| Прізвище, ім'я, по батькові | Основні відомості                                                         | Дата обрання | Дата звільнення |
| --------------------------- | ------------------------------------------------------------------------- | ------------ | --------------- |
| Кіперштейн Семен Абрамович  | Сільський голова, 1936 року народження, освіта вища, безпартійний         | 26.03.2006   | 31.10.2010      |
| Кіперштейн Семен Абрамович  | Сільський голова, 1936 року народження, освіта вища, член Партії регіонів | 31.10.2010   | 25.10.2015      |
| Коваль Валентин Миколайович | Сільський голова, 1956 року народження, освіта вища, безпартійний         | 25.10.2015   |                 |

Примітка: таблиця складена за даними сайту Верховної Ради України

### Депутати
За результатами місцевих виборів 2010 року депутатами ради стали:

#### За суб'єктами висування
| Суб'єкт висування | Кількість обраних депутатів | %    |
| ----------------- | --------------------------- | ---- |
| Партія регіонів   | 17                          | 94,4 |
| Самовисування     | 1                           | 5,6  |

#### За округами
| № округу        | Прізвище, ім'я, по батькові        | Дата визнання обраним | Освіта             | Партійна приналежність | Відомості про обраного депутата                           |
| --------------- | ---------------------------------- | --------------------- | ------------------ | ---------------------- | --------------------------------------------------------- |
| Партія регіонів |                                    |                       |                    |                        |                                                           |
| 1               | Заразіна Наталія Євгеніївна        | 02.11.2010            | середня спеціальна | член Партії регіонів   | Ржавецький психоневрологічний інтернат, секретар-друкарка |
| 2               | Міщенко Світлана Валентинівна      | 02.11.2010            | середня спеціальна | член Партії регіонів   | Яковлівська сільська рада, секретар виконкому             |
| 3               | Герасимова Лідія Володимирівна     | 02.11.2010            | середня спеціальна | член Партії регіонів   | пенсіонер                                                 |
| 4               | Ключка Олена Олександрівна         | 02.11.2010            | середня спеціальна | позапартійна           | тимчасово не працює                                       |
| 5               | Попов Сергій Олексійович           | 02.11.2010            | середня спеціальна | член Партії регіонів   | тимчасово не працює                                       |
| 6               | Шеремет Валентина Олексіївна       | 02.11.2010            | середня            | член Партії регіонів   | Мереф'янський тубдиспансер, завгосп                       |
| 7               | Коноваленко Валентина Василівна    | 02.11.2010            | середня            | член Партії регіонів   | Яковлівський сільський клуб, техпрацівник                 |
| 9               | Краснокутський Володимир Семенович | 02.11.2010            | середня            | член Партії регіонів   | пенсіонер                                                 |
| 10              | Панченко Микола Степанович         | 02.11.2010            | середня спеціальна | член Партії регіонів   | КП «Водограй», директор                                   |
| 11              | Коваль Валентин Миколайович        | 02.11.2010            | вища               | позапартійний          | Яковлівська сільська рада, землевпорядник                 |
| 12              | Гордієнко Сергій Сергійович        | 02.11.2010            | вища               | член Партії регіонів   | ТОВ ВП «Газкомунбуд», заступник директора                 |
| 13              | Ваксман Михайло Зіновійович        | 02.11.2010            | вища               | член Партії регіонів   | пенсіонер                                                 |
| 14              | Сергієнко Микола Федорович         | 02.11.2010            | середня            | член Партії регіонів   | Ржавецький психоневрологічний інтернат, водій             |
| 15              | Мухтарова Людмила Павлівна         | 02.11.2010            | середня спеціальна | член Партії регіонів   | тимчасово не працює                                       |
| 16              | Бабіч Юрій Юрійович                | 02.11.2010            | середня            | член Партії регіонів   | тимчасово не працює                                       |
| 17              | Самойлова Юлія Федорівна           | 15.11.2010            | середня спеціальна | член Партії регіонів   | Ржавецька бібліотека філія № 12, завідувачка              |
| 18              | Сільченко Валерій Васильович       | 02.11.2010            | вища               | член Партії регіонів   | Ржавецький психоневрологічний інтернат, директор          |
| Самовисування   |                                    |                       |                    |                        |                                                           |
| 8               | Ожийова Олена Миколаївна           | 02.11.2010            | вища               | член Партії регіонів   | Яковлівська сільська рада, спеціаліст ІІ категорії        |